# Thrips spadix
Thrips spadix är en insektsart som beskrevs av Ian A. Hood 1932. Thrips spadix ingår i släktet Thrips och familjen smaltripsar. Inga underarter finns listade i Catalogue of Life.